# Elencos do torneio de futebol dos Jogos Olímpicos de Verão de 1908
Abaixo estão os elencos das seleções que participaram do
torneio de futebol dos Jogos Olímpicos de Verão de 1908

## Grã-Bretanha

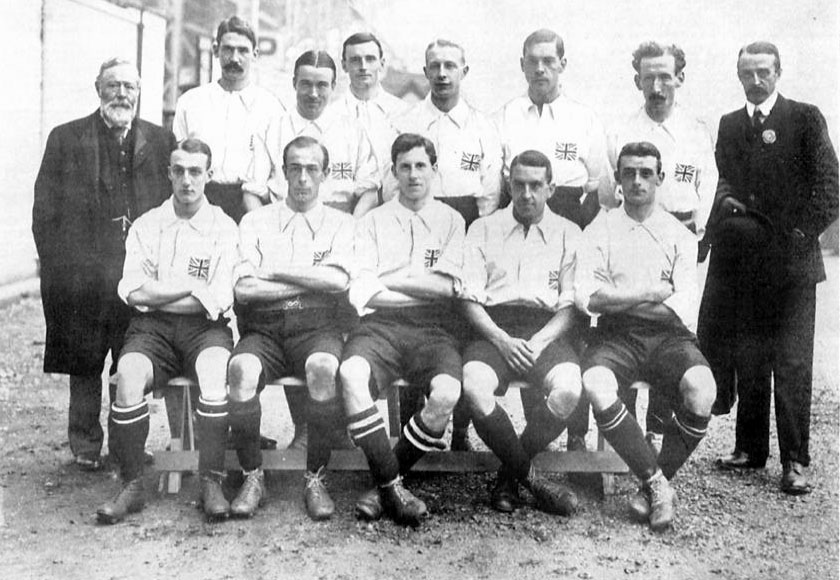
Grã-Bretanha

a Grã-Bretanha foi representado pela Seleção Inglesa de Futebol amador.
- Horace Bailey (Leicester Fosse, goleiro)
- George Barlow (Wigan Grammar School Old Boys Club)
- Albert Eduard Bell (Woking FC)
- Arthur Berry (Oxford University)
- Ronald Brebner (Darlington FC) (goleiro)
- Frederick Chapman (South Notts F.C.)
- Walter Corbett (Birmingham City F.C.)
- W. Crabtree (Blackburn Crosshill FC)
- Walter Daffern (Royal Engineers AFC)
- Harold Hardman (Everton F.C.)
- Robert Hawkes (Luton Town F.C.)
- Kenneth Hunt (Wolverhampton Wanderers F.C.)
- Thomas Porter (Stockport County FC)
- Clyde Purnell (Clapton Orient F.C.)
- Albert Scothern (Oxford City FC)
- Herbert Smith (Reading F.C.)
- Harold Stapley (Glossop North End A.F.C.)
- Vivian Woodward (Tottenham Hotspur F.C., capitão)

## Dinamarca
- Peter Marius Andersen (BK Frem)
- Magnus Beck (B.93)
- Ødbert E. Bjarnholt (BK Frem)
- Harald Bohr (AB)
- Charles Buchwald (AB)
- Ludvig Drescher (KB, goleiro)
- Johannes Gandil (B.93)
- Harald Hansen (B.93)
- Knud Hansen (BK Olympia)
- August Lindgren (B.93)
- Einar Middelboe (KB)
- Kristian Middelboe (KB, capitão)
- Nils Middelboe (KB)
- Sophus Nielsen (BK Frem)
- Oskar Nielsen (KB)
- Bjørn Rasmussen (KB)
- Vilhelm Wolfhagen (KB)

## Países Baixos
- Reinier Beeuwkes (FC Dordrecht, goleiro)
- Jan van den Berg
- Lo la Chapelle (HVV Den Haag, goleiro)
- Frans de Bruyn Kops (HBS Craeyenhout)
- Karel Heijting (HVV Den Haag)
- John Heijting (HVV Den Haag)
- Jan Kok (UD Deventer)
- Bok de Korver (Sparta Rotterdam)
- Vic Gonsalves (HBS Craeyenhout)
- Emil Mundt (HVV Den Haag, capitão)
- Louis Otten (HVV Quick)
- Jops Reeman (HVV Quick)
- Tonie van Renterghem (HBS Craeyenhout)
- Edu Snethlage (HVV Quick)
- Ed Sol (HVV Den Haag)
- Jan Thomée (Concordia Delft)
- Caius Welcker (HVV Quick)

## Suécia
- Sune Almkvist (IFK Uppsala)
- Nils Andersson (IFK Göteborg)
- Karl Ansén (AIK Stockholm)
- Oskar Bengtsson (Örgryte IS, goleiro)
- Gustaf Bergström (Örgryte IS)
- Arvid Fagrell (IFK Göteborg)
- Åke Fjästad (IFK Stockholm)
- Karl Gustafsson (IFK Köping)
- Valter Lidén (IFK Göteborg)
- Hans Lindman (IFK Uppsala, capitão)
- Theodor Malm (AIK Stockholm)
- Sven Ohlsson (Mariebergs IK)
- Olof Ohlsson (IFK Eskilstuna)
- Sven Olsson (Örgryte IS)
- Thor Ericsson (Örgryte IS)
- Erik Bergström (Örgryte IS)

## França
A França foi represenatda pela Seleção Francesa de Futebol,dividida em dois times.

### França A
- Georges Albert (CA Paris)
- Georges Bayrou (Gallia Club Paris)
- Gaston Cyprès (CA Paris)
- O. Desaulty (A.S.Française)
- Albert Dubly (RC Roubaix)
- Jean Dubly (RC Roubaix)
- Julian Du Rheart (Club Français)
- René Fenouillere (Red Star Amical Club)
- André François (RC Roubaix, capitão)
- Gabriel Hanot (US Tourcoing)
- Charles Renaux (RC Roubaix)
- Marius Royet (US Parisienne)
- Émile Sartorius (RC Roubaix)
- Louis Schubart (Olympique Lillois)
- J. Signoret
- Maurice Tillette (US Boulogne, goleiro)
- Ursule Wibaut (Olympique Lillois)
- J. Zimmermman

### França B
- Charles Bilot (CA Paris)
- Sadi Dastarac (Gallia Club Paris)
- Victor Denis (US Tourcoing)
- Fernand Desrousseaux (US Tourcoing, goleiro)
- René Eucher (A.S. Française)
- Adrien Filez (US Tourcoing)
- Raoul Gressier (Calais RUFC)
- Henri Holgard (Amiens AC)
- Albert Jenicot (RC Roubaix)
- Paul Mathaux (US Boulogne)
- E. Morillon (Red Star Amical Club)
- Albert Schaff (CA XIVeme)
- Pierre Six (Olympique Lillois)
- Gustave Prouvost (US Tourcoing)
- Joseph Verlet (CA Paris, capitão)
- Justin Vialaret (CA XIVeme)